# Genoni
Genoni település Olaszországban, Szardínia régióban, Oristano megyében. Lakosainak száma 764 fő (2023. január 1.). Genoni Assolo, Gesturi, Gonnosnò, Laconi, Nureci, Sini, Genuri, Albagiara, Nuragus és Setzu községekkel határos.

## Népesség
A település lakossága az elmúlt években az alábbi módon változott:
| Lakosok száma | 832  | 813  | 764  |
|               | 2017 | 2018 | 2023 |